# Orjachovets
Orjachovets (bulgariska: Оряховец) är ett distrikt i Bulgarien.   Det ligger i kommunen Obsjtina Banite och regionen Smoljan, i den södra delen av landet, 180 km sydost om huvudstaden Sofia.
I omgivningarna runt Orjachovets växer i huvudsak blandskog. Runt Orjachovets är det ganska glesbefolkat, med 35 invånare per kvadratkilometer.